# Tisifone (I Cavalieri dello zodiaco)
(Incipit su Tisifone ne l'Enciclopedia Galattica)
Tisifone (蛇遣い星座のシャイナ?, Ophiuchus no Shaina) è un personaggio della serie di anime e manga I Cavalieri dello zodiaco, creata da Masami Kurumada nel 1986. È un cavaliere d'argento appartenente alla costellazione dell'Ofiuco e uno dei personaggi secondari più famosi della serie. Nelle traduzioni italiane dei manga (a eccezione dell'edizione Granata del manga del classico) viene mantenuto il suo nome originale, Shaina.
Inizialmente ostile al protagonista Pegasus e al suo gruppo, Tisifone passerà in seguito dalla loro parte, diventando uno dei personaggi secondari più famosi e conosciuti del franchising.

Appare in tutti gli anime e manga della serie, con l'eccezione del fumetto I Cavalieri dello zodiaco - The Lost Canvas - Il mito di Ade e della serie di ONA Saint Seiya: Soul of Gold.

## Personaggio

### Aspetto fisico
L'immagine classica derivata dall'anime di Tisifone è di una ragazza con i capelli e gli occhi verdi, mentre nel manga appare solitamente con i capelli neri. Tisifone è una ragazza di notevole bellezza, come nota lo stesso Pegasus nel primo episodio della serie animata quando la rivale, dopo essere stata colpita dal Fulmine di Pegasus, perde la maschera.
Prima caratteristica peculiare del personaggio è che ella indossa una maschera, cui è costretta dalle leggi del Santuario per equiparare le donne agli uomini in battaglia. Tisifone (al contrario dell'amica/rivale Castalia) perde spesso la maschera durante lo svolgersi degli eventi della serie animata.
Solitamente appare vestita con la sua armatura di colore viola (che comprende una protezione per il busto, le ginocchia, una per il braccio sinistro, un diadema la cui forma varia tra anime e manga e una protezione per l'inguine non presente nella versione animata) oppure una semplice protezione in cuoio e ferro, ma nella scena finale dell'ultimo episodio della serie animata appare per la prima volta in abiti civili senza maschera, indossando una maglietta marrone sotto a una giacca viola.
Nel manga l'armatura è di colore argenteo (essendo la sua portatrice un cavaliere d'argento) e le gambe della guerriera, così come praticamente di altra donna cavaliere, sono nude. Nella nuova serie animata Saint Seiya Ω la sua armatura subisce una metamorfosi a causa dello scontro fra l'energia di un misterioso meteorite d'oscurità con il Cosmo di Atena diventando molto più aderente, coprendo una maggior percentuale del corpo e mutando tonalità in un viola più chiaro, per poi apparire successivamente con dei vestiti simili a quelli del finale dell'anime degli anni ottanta, con la differenza che la giacca è viola e la maglia indossata è nera.
Gli attacchi della ragazza sono legati al fulmine; Tisifone presenta una notevole forza fisica, accompagnata però da velocità e agilità: si rivela un avversario ostico sia per le donne perché molto più forte, sia per gli uomini perché estremamente agile. Nell'anime viene visto che da piccola era la più forte di gruppo di allieve che cercavano di ottenere l'investitura a Cavaliere, poiché in grado di resistere a un attacco di gruppo delle sue compagne, riuscendo a sconfiggerle tutte. La sua natura aggressiva e violenta, almeno inizialmente, l'aveva portata a essere temuta e rispettata in tutto il Grande Tempio.

### Carattere
A livello caratteriale ed emotivo Tisifone è senz'altro il personaggio femminile più articolato e studiato dell'opera di Kurumada e, non a caso, ricopre ruoli molto maggiori rispetto alle altre controparti solitamente più distaccate o decisamente meno incisive.
Come molti altri personaggi de I Cavalieri dello Zodiaco subisce una lenta evoluzione e maturazione, per cui non può essere considerata in maniera unitaria: all'inizio appare fin troppo convinta dei suoi mezzi, ma soprattutto molto aggressiva, subdola e piena di risentimento. Fin dall'inizio ha un pretesto per detestare Pegasus, in quanto detesta i giapponesi che non considera adatti come Cavalieri di Atena. L'odio per Pegasus aumenta a dismisura quando sconfigge Cassios, suo allievo (a cui, nonostante il suo carattere, era molto legata) e funge da fondamento per il desiderio di uccidere il ragazzo per salvare il suo onore di Cavaliere, dopo che egli le ha rotto la maschera.
A causa di questa rivalità Tisifone combatte contro Castalia con il pretesto dell'allenamento. Tisifone si dimostra più veloce e più forte; all'inizio Castalia riesce a schivare, ma si stanca rapidamente e deve uscire dal combattimento ravvicinato. Tisifone però usa un attacco più veloce e riesce a colpire Castalia, mettendola fuori combattimento. Tisifone continua a colpire Castalia cercando di paralizzare i suoi movimenti e, con un calcio alla testa, stordisce Castalia. Tisifone si lancia su Castalia per terminare la lotta e inizia a colpirla con maggiore forza e brutalità. Il pestaggio è troppo duro e in pochi secondi Castalia inizia a sanguinare copiosamente non riuscendo a reagire. Tisifone sconfigge Castalia, ma Ioria interrompe il combattimento e salva Castalia prima che Tisifone la uccida.
Alla fine però si affezionerà al ragazzo e sceglierà di amarlo, portandola ad assumere un carattere molto più dolce e di protezione verso il suo amato, oltre che a uno spirito di sacrificio e dedizione per la causa di Pegasus e compagni.
Nell'anime il carattere di Tisifone è molto simile, tuttavia nel flashback in cui si mostra il suo primo incontro con Pegasus si scopre che la personalità del ragazzo l'aveva già colpita positivamente durante un loro incontro quando erano piccoli, ma che allo stesso tempo l'aveva impaurita perché costretta il lato più morbido del suo carattere, ben diverso dalla maschera apparente di persona violenta e spietata che lei cerca a tutti i costi di indossare.
Tisifone accorrerà sempre in aiuto di Pegasus e degli altri, salvando Castalia prima, e in seguito facendo da scudo a Pegasus contro Nettuno.

## Apparizioni

### Manga classico
Tisifone è un Cavaliere donna di Atena (sacerdotessa-guerriero nel doppiaggio italiano della serie animata) e in quanto tale deve tenere nascosto il suo volto dietro una maschera. Appare già dalla prima puntata come maestra di Cassios, guerriero che viene poi sconfitto da Pegasus nella battaglia per la conquista della sacra armatura. Si dimostra subito come un'acerrima rivale del ragazzo, cercando di vendicarsi della sconfitta del suo allievo attaccando lo stesso Cavaliere di Bronzo a sorpresa mentre quest'ultimo viene spronato da Castalia a scappare verso il Giappone (nel doppiaggio italiano dell'anime a Nuova Luxor). Nel suo agguato tuttavia non trova fortuna, venendo sconfitta dal Fulmine di Pegasus, e anzi la sua maschera si rompe, permettendo al ragazzo di vedere così il vero volto della donna, evento grave per una sacerdotessa-guerriera: è costretta infatti, almeno così dice inizialmente, a ucciderlo.
Scomparsa inizialmente dalla trama, ritorna con l'entrata in campo dei cavalieri d'argento, dichiarandosi anch'essa di tale rango. Più che per devozione al Grande Sacerdote, Tisifone agisce per odio proprio e risentimento verso Pegasus, unendosi con Castalia al gruppo di suoi parigrado che viene inviato a Tokyo per eliminare i Cavalieri di Bronzo ribelli e distruggere il Palazzo dei Tornei (Colosseo Grado nel manga) dove Pegasus e i suoi amici hanno combattuto il Torneo della Guerra Galattica vestendo le loro armature, contravvenendo alle regole del Grande Tempio.
Tisifone si unisce ad Algol di Perseus, Dante di Kerberos, Jamian di Crow e Capella di Auriga per distruggere lo stadio, e poi agisce con Jamian per rapire Lady Isabel, e dimostrandosi in qualche modo gelosa di Pegasus (interrompe Isabel che sta per baciare il ragazzo mentre egli è svenuto), e riconoscendo la fanciulla come Atena quando ella tenta di proteggere Pegasus espandendo il suo Cosmo.
L'ultima apparizione di Tisifone nelle vesti di avversario avviene quando cerca di uccidere Pegasus all'ospedale della Fondazione Grado nel sonno, anche per vendicare la morte dei suoi compagni e spiegando al ragazzo anche perché lo perseguita, spiegando che per i Cavalieri donna essere viste senza la maschera è come essere viste nude.
La situazione si complica con l'arrivo di Ioria, Cavaliere d'oro del Leone, mandato dal Sacerdote a eliminare tutti i Cavalieri di Bronzo: ma Tisifone sceglie di proteggere Pegasus, rivelando che la legge comanda alle donne la scelta fra amare o uccidere coloro che hanno visto il loro volto. Viene in seguito curata e riportata al Tempio da Ioria, dove viene accudita dal suo allievo Cassios (da sempre innamorato di lei, al punto da sacrificarsi per salvare Pegasus).
Ormai dichiaratamente innamorata di Pegasus, Tisifone avrà in seguito ruoli secondari ma molto importanti: aiuterà in numerose occasioni il Cavaliere dalla battaglia alle Dodici Case, dal combattimento contro Nettuno (prima portando nel regno sottomarino l'Armatura della Bilancia, poi tenendo testa al Cavaliere Sirena Tetis e infine aiutando i Cavalieri di Bronzo contro lo stesso dio dei mari) a quello contro Ade, proteggendo la sorella del ragazzo che ama (Patricia) dal dio Thanatos.

### Next Dimension
Nel sequel diretto del manga classico Saint Seiya - Next Dimension - Myth of Hades, dove si unisce a Castalia nel compito di proteggere Pegasus (in stato vegetativo a causa della maledizione della spada di Ade) dagli eventuali assassini mandati dalla sottoposta della comandante dell'esercito della dea Artemide (Callisto), per uccidere il ragazzo.
Successivamente si dirige (seguita dall'amica Castalia) fra la nona e l'ottava Casa dello Zodiaco, dove scopre le rovine della Casa malefica del tredicesimo Cavaliere d'Oro maledetto, il leggendario Ofiuco, perché attirata lì da una strana forza spirituale che poi la possiede e la spinge ad attaccare l'amica Castalia/Marin, ma viene fermata dal Cavaliere dell'Aquila che riesce a toglierle la maschera colpendola con la sua tecnica segreta Eagle Toe Flash, in tal modo sembra che riesca a farla rinsavire. In quel frangente Shaina afferma che una grave minaccia per il mondo intero sta per comparire..Poi lei insieme a Castalia/Marin e all'angelo Toma, prova più volte ad estrarre la spada di Hades dal petto di Seiya, per salvarlo dalla maledizione, non riuscendoci essendo la spada avvolta da un'energia potentissima che respinge ogni loro tentativo, ma in seguito, proprio all'ultimo istante prima della morte di Seiya, assistono alla salvezza del ragazzo che giunge dal cosmo della dea Atena e dai bracciali fioriti dono di Saori/Atena.

### Serie televisiva
Nella serie televisiva la storia di Tisifone è all'incirca la stessa presentata nel manga, tuttavia nel corso dei vari episodi sono presenti alcune incongruenze, dovute anche al fatto che all'epoca della trasmissione della serie TV era ancora in onda, riguardanti l'età del personaggio (tre in più del protagonista Pegasus).
Il primo è la presenza del personaggio di Morgana (Geist), capo di un gruppo di cavalieri esiliati dieci anni prima, e spesso indicata in varie pubblicazioni italiane come la sorella della Cavaliera.. In realtà nel doppiaggio originale Morgana viene definita da Tisifone come la sua "imotuban", ossia una persona che considera come una sorella minore, lasciando intendere che il Cavaliere dell'Ofiuco sia più vecchia dei sedici anni affermati in seguito da Kurumada nel volume 13.

Successivamente nell'anime viene mostrato un flashback (esclusivo della versione animata) del primo incontro giovanile con Pegasus quando entrambi erano ancora apprendisti. Tisifone viene mostrata poco più che una bambina o al massimo pre-adolescente, mentre secondo i dati ufficiali avrebbe dovuto essere già maestra di Cassios.
Nell'anime vi sono inoltre più scontri fra lei e Pegasus, una delle quali in un'isola della Grecia dov'è accompagnata da Argor di Perseo e dal Cavaliere senza costellazione Virnam, dotato di potere telecinetici.

Altre differenze riguardano apparizioni del personaggio prima dell'inizio della battaglia dei cavalieri di bronzo contro quelli d'Argento al Grande Tempio, mentre interagisce con Castalia, Ioria e Gigas, e il suo arrivo ad Asgard in soccorso di Phoenix e Andromeda contro i Cavalieri di Asgard gemelli Mizar e Alcor.

### OAV
Nella serie di OAV I Cavalieri dello zodiaco - Saint Seiya - Hades il ruolo di Tisifone è lo stesso identico del manga, con la differenza che nella versione animata Tisifone incontra Crystal e Andromeda nel cimitero del Grande Tempio, dove mette al corrente i due ragazzi dell'ordine di Atena di ucciderli se loro o i loro amici fossero tornati al Tempio durante il periodo della Guerra Sacra contro Ade. Successivamente appare nelle prime sequenze successive al suicidio di Atena vicino alle rovine della Casa dell'Ariete. Rispetto alla versione a fumetti quella animata non presenta la scena dove la ragazza combatte contro degli zombie riportati in vita da Ade che fuoriescono da delle tombe nel cimitero del Grande Tempio.

### Saint Seiya Ω

#### Prima stagione
Nella nuova serie animata Saint Seiya Ω Tisifone vive insieme a Atena/Lady Isabel, Mylock e al ragazzo di nome Kouga su di un'isola. Lei è la maestra di Kouga, e addestra il ragazzo a combattere per farlo diventare il nuovo Cavaliere di Pegasus. Per proteggere Atena si scontra con Mars, venendo sconfitta e contaminata dalla stessa maledizione che il dio aveva precedentemente lanciato su Isabel, Andromeda, Sirio e Crystal e che impedisce loro di bruciare il Cosmo se non vogliono che il proprio corpo sia divorato dalle tenebre.
Successivamente Tisifone raggiunge il gruppo di Kouga per aiutarli a distruggere le Rovine del Fulmine tramite cui Mars sta rubando il Cosmo naturale del pianeta Terra e svelando al ragazzo il segreto della sua nascita, connessa al meteorite che ha permesso ai cavalieri di potere controllare ognuno un elemento (nel caso del Cavaliere dell'Ofiuco il fulmine), tornando a combattere malgrado la ferita di oscurità.
Dopo la distruzione del Nucleo del Fulmine Tisifone sarà il solo personaggio presente alle Rovine del Fulmine a non essere risucchiata dalle tenebre e condotta nelle sottostanti Rovine dell'Oscurità.

#### Seconda stagione
Tisifone appare nel secondo episodio della seconda stagione dell'anime (guarita dalle ferite di oscurità) come responsabile della difesa del Grande Tempio su ordine di Atena a causa dell'imminente guerra contro la dea Pallas, e in questa occasione ha il suo primo incontro con il Cavaliere d'Acciaio Subaru, in cui avverte qualcosa di strano.
Successivamente affida a Koga e a Subaru la missione di soccorrere il cavaliere d'argento dello Scudo Ennad, e poi presenziare alla riunione dei cavalieri in cui Atena annuncia la sua intenzione di muovere guerra a Pallas, fungedo da araldo annunciando l'arrivo della dea.
Successivamente prende parte alla guerra contro le forze di Pallas nella città di Pallasbelda, dove aiuta Kiki contro le truppe del Pallasite Dione insieme ad Aspides e altri Cavalieri della "generazione leggendaria". Nel finale (dopo che Saturn riesce a fermare il tempo di tutti gli abitanti della Terra) Tisifone riesce (insieme ad Atena e agli Cavalieri) ad inviare il suo Cosmo a Koga, in modo che possa vincere la battaglia finale.

### Serie Netflix
Nella serie animata in CGI Saint Seiya: I Cavalieri dello zodiaco (prodotta da Netflix fra il 2019 e il 2020) la storia di Tisifone risulta più simile a quella del manga di Kurumada, rispetto all'anime del 1986. La differenza principale con le precedenti verisoni risiede nella ragione del suo astio verso Pegasus: non essendo in questa continuity obbligatorio per i Cavalieri donna portare una maschera, il personaggio appare fin da subito a volto scoperto e il suo rancore è legato solo al fatto che il ragazzo abbia soffiato la vittoria a Cassios.
 Sebbene inizialmente ostile al protagonista, Tisifone appartiene (insieme a Castalia) alla fazione di Cavalieri detta I Giusti, i quali hanno scelto di rimanere fedeli ad Atena, malgrado una profezia che ne annunciava la sconfitta per mano di Ade e Posedione. Durante l'attacco di Ioria la ragazza rimane ferita nel cercare di proteggere Pegasus (chiamato Seiya anche nell'edizione italiana) poiché convinta che il ragazzo stia divenendo Cavaliere di Pegaso che può impedire l'avverarsi della profezia.

### Apparizioni minori

#### Fumetto
- Tisifone ha un'apparizione nel manga I Cavalieri dello zodiaco - Episode G, dove protegge un gruppo di archeologi dagli sconvolgimenti causati dal potere dei Titani di alterare il tempo del pianeta[33].
  - Nella successiva serie di Okada I Cavalieri dello zodiaco - Episode G Assassin (ambienta negli anni 2010), Tisifone e un redivivo Toro sono i genitori adottivi di Yoshiko Hino, una ragazza che si scopre poi essere una reincarnazione di Atena da un mondo parallelo[34]. Il personaggio viene introdotto con un aspetto diverso dall'originale (capelli castani e lunghi raccolti in una treccia), salvo poi riprendere la sua apparenza classica quando evoca l'armatura per proteggere sua figlia[35].
- Tisifone fa una veloce apparizione nel manga I Cavalieri dello zodiaco: Saintia Sho - Le sacre guerriere di Atena, dove protegge il cimitero del Grande Tempio dall'invasione dei Driadi di Eris[36].
- Una Tisifone bambina appare in un flashback nel primo volume del fumetto francese I Cavalieri dello zodiaco - Saint Seiya: Time Odyssey, dove riceva la sua maschera da Lodi'N dello Scultore

#### Animazione
- L'unica apparizione cinematografica del personaggio è nel quinto film tratto dalla serie, I Cavalieri dello zodiaco - Le porte del paradiso, dove (sotto ordine della dea Artemide) attacca Pegasus per impedirgli di raggiungere Lady Isabel.

## Colpi segreti
- Cobra Incantatore (サンダー・クロウ?, Sandā kurou, Thunder Claw, tradotto nell'adattamento Granata Press Thunder Crow[2]), consiste nel colpire l'avversario a una velocità superiore a quella del suono con le sue unghie (affilate come veri e propri artigli) che producono potenti scariche elettriche derivanti dal Cosmo della ragazza. Come afferma la ragazza, il colpo è letale.
- Ligthing Ramplage: è una tecnica esclusiva del videogioco Ultimate Cosmo, consiste nel colpire più volte l'avversario con le proprie scariche elettriche.

## Doppiaggio italiano
Nella versione italiana della serie animata il nome scelto per la guerriera è ben distante da quello originale Shaina (nome yiddish che significa "bellezza"), ma è di facile comprensione la scelta adottata: nella mitologia greca Tisifone infatti era una delle tre Erinni, personificazioni della vendetta (motivazione principale del personaggio nelle sue prima apparizioni). Inoltre la Tisifone mitologica portava dei serpenti sulla testa, e s'innamorò di un uomo (Citerione) che uccise perché rifiutata.
Nella versione italiana della serie animata il colpo Thunder Claw (letteralmente "Artiglio fulminante") viene tradotto come Cobra incantantore, in quanto il serpente che compare alle spalle di Tisifone durante l'esecuzione della sua tecnica è un cobra.

## Altri media
L'immagine di Tisifone e la sua armatura appaiono nei vari prodotti di merchandising, come card e modellini (esempio quelli della serie Myth Cloth), basati sulla sua versione "classica". Il personaggio appare anche come personaggio giocabile nei videogioco per PS2 I Cavalieri dello zodiaco - Il Santuario dov'è possibile combattere contro una sua versione in armatura d'oro, poiché dal punto di vista astronomico attualmente il Serpentario si trova sull'eclittica, fra il segno dello Scorpione e quello del Sagittario.
È inoltre protagonista di una propria missione personale nel videogioco I Cavalieri dello zodiaco - Cronache di Guerra del 2011, e uno dei personaggi giocabile del videogioco Saint Seiya Ω - Ultimate Cosmo per PSP; è anche un pg giocabile nel videogioco per PS3, Saint Seiya Brave Soldiers del 2013.

## Ricezione e critica
Nel sondaggio effettuato dalla Toei Animation sul personaggio preferito della serie animata Saint Seiya Ω Tisifone si è classificata al ventesimo posto su 68 personaggi.